# Pleuville
Pleuville é uma comuna francesa na região administrativa da Nova Aquitânia, no departamento de Charente. Estende-se por uma área de 33,63 km². Em 2010 a comuna tinha 339 habitantes (densidade: 10,1 hab./km²).